# Битва під Махнівкою
Би́тва під Махні́вкою (6–8 липня 1648 року) — битва між українським селянсько-козацькими військом та урядом Речі Посполитої в ході національно-визвольної війни 1648—1654 років біля містечка Махнівка, тепер — знову с. Махнівка в Хмільницькому районі Вінницької області.

## Передумови
Махнівка, як й інші укріплені міста та замки Правобережжя, служила опорним пунктом для військ Речі Посполитої. В кінці червня 1648 року під Махнівку стали збиратися загони повсталого селянства. На початку липня їх чисельність досягла кількох тисяч.
Основні сили козацького війська на чолі з Богданом Хмельницьким з 9 травня по 26 червня стояли під Білою Церквою. В цей час Ярема Вишневецький на чолі чималого загону польсько-шляхетських військ, відступаючи з Лівобережної України, повернув на Брацлавщину, більшість якої на початку липня 1648 року була вже в руках повсталого селянства і козацтва на чолі з Максимом Кривоносом. Військо Вишневецького — це був об'єднаний, добре озброєний і навчений загін, який в цей час був єдиною реальною військовою силою польського королівства, і палав бажанням взяти реванш за поразку загонів Миколи Потоцького і Мартина Калиновського під Жовтими Водами і Корсунем у квітні — травні 1648 року.
Вчинивши жорстоку розправу в Погребищах та Немирові, Вишневецький рушив на Волинь. Під Махнівку Хмельницький прислав 5-ти тисячний полк козаків на чолі з білоцерківським полковником Іваном Гирею, щоб допомогти повсталим оволодіти містом. Максим Кривоніс, що рухався з 8-ми тисячним військом на Волинь, в район Полонного, відрядив під Махнівку з передовим загоном свого сина Остапа (Кривоносенка), а сам з тисячею кінноти рухався за ними слідом.

## Хід битви

Схема битви.

6 липня зранку почався штурм містечка. Авангардний загін Кривоносенка і полк Гирі захопили кляштор бернардинів і розпочали облогу замку, в якому перебувало кількасот чоловік Януша Тишкевича на чолі з ротмістром Стефаном Левом. Хитрістю виманивши команду Лева із замку, козаки взяли його приступом. Сам Тишкевич перебував у цей час у Бердичеві. Одержавши звістку про напад повсталих, він послав гінців до Вишневецького із запискою, де були слова: «Чернь знущається над святинею, ледве — ледве захищається замок, паркани не надійні, можливо, його вже захопили». Наближався вечір, коли Вишневецький з військом з'явилися під Махнівкою. Спроба Вишневецького непомітно підійти до містечка, оточити його і з тилу завдати нищівного удару повсталим закінчилася невдачею, незважаючи на численність шляхетського війська.
Вдруге проявив кмітливість Гиря, вишикувавши весь свій загін «в рухому фортецю» — табір із возів у 12 рядів, він захопив всі запаси продовольства, зброю та цінності і вийшов із замку. Більшість польського загону охорони була перебита, смертельно поранений ротмістр помер у той же день, замок палав із бернардинським кляштором. Максим Кривоніс, що до цього часу стояв неподалік із кіннотою, зненацька вдарив у тил наступаючому на Махнівку Вишневецькому.
Бій був дуже запеклим, самому Вишневецькому двічі загрожувала смерть: спочатку коня під ним було збито, іншого разу Кривоніс списом ледве не скинув його з коня, але самого його підвів кінь, спотикнувшись. Військо Яреми Вишневецького змушене було спішитись і так продовжувати бій.
Козацько-селянське військо змушене було переформуватись у кількох верстах від Махнівки, недалеко біля теперішнього Глуховецького лісу, на пагорбі, з твердим наміром вранці продовжити битву. Вишневецький протягом ночі кілька разів штурмував козацький табір, однак безуспішно. Тишкевич, побоюючись, що в разі успіху козаки зовсім розорять і спалять його маєток, умовив Вишневецького припинити дражнити повстанців. До того, що в козаків підмок порох і тому обидві сили вранці рушили на захід, в бік Старокостянтинова, де через кілька днів під Пилявцями і закінчилась ця сутичка.

## Наслідки
Після подій у липні 1648 року Махнівка дуже змінилась. Вогонь ще не вщухав протягом двох днів, знищивши не тільки замок і укріплення, а й більшість селянських дерев'яних та глиняних жител. Згоріла не тільки Махнівка, руйнувань зазнало багато навколишніх сіл. Один із польських магнатів А. Потоцький, який після Білоцерківського договору 1651 р. стояв зі своїм військом недалеко від Махнівки під Білопіллям писав: «Тут все знищено. В тім краю дикому я ледве вижив». До спустошення краю призвела не тільки війна, а й поміщицькі міжусобиці, які розпочалися після її закінчення. Внаслідок спустошень і руйнувань, викликаних війною та міжусобицями шляхти, Махнівка занепала. У книзі А. Грабовського «Старожили польські» 277 очевидець описує дані землі: «…немає тут ні міст, ні сіл, тільки поле і попіл, не видно ні людей, ні живих тварин, тільки птахи літають в повітрі».

## Пам'ятник

Курган на знак примирення між українцями і поляками

У 2002 році на місці побоїща встановлено пам'ятник примирення між польським і українським народами, котрий назвали «Скорботний ангел» скульптор Олексій Альошкін. Він зображує курган, на якому схилена мати плаче за полеглими синами в одній із сутичок визвольної війни українського народу.